# Prénouvellon

Prénouvellon este o comună în departamentul Loir-et-Cher, Franța. În 1 ianuarie 2018 avea o populație de 261 de locuitori.